# Empire khwarezmien
1077–1231
Entités précédentes :
- Empire seldjoukide
- Ghorides
- Kara-Khitans

Entités suivantes :
- Empire mongol
- Sultanat de Roum
- Ayyoubides

L'Empire Khwarazmien, également écrit Khorezmien ou Chorasmien, est un empire de perso-turque qui intègre les territoires du Khwarezm (Chorasmie), de Transoxiane et de Perse (1077–1231). Il est gouverné par les Khwarezmchahs entre 1077 et 1231 et est grandement affaibli en 1219 par l'invasion mongole de l'Empire khwarezmien.
La fondation de l'État est attribuée à  Anush Tigin, assujetti aux Seldjoukides. L'État devient indépendant sous Ala ad-Din Atsiz (1127-1156). Les successeurs continuent d'étendre l'influence territoriale, affirmant une hégémonie impériale sur la région persique à la fin du XIIe siècle au travers d'affrontements contre les Kara-Khitans et les Ghorides. Il atteint son apogée vers 1215, s'étendant de 2,3 à 3,6 millions de km2.
L'Empire Khwarezmien est le dernier empire turco-perse avant l'invasion mongole de l'Asie centrale. En 1219, les Mongols sous leur dirigeant Gengis Khan envahissent l'Empire Khwarazmien et obtiennent une victoire décisive au terme de deux ans. La dynastie Khwarezmchahs continue de résister dans certaines portions du territoire jusqu'en 1231. L'invasion mongole est marquée par de nombreux pillages, scènes de massacres de citoyens et épisodes très sanglants sur le territoire.

## Histoire

### Origine
Le titre Khwarazmshah pourrait être introduit en 305 par le fondateur de la dynastie Afrighide. Il existe jusqu'à la révolte de 1017 qui tue le Khwarazmshah Ma'mun II (en) et son épouse Khurra-ji, la sœur du sultan Ghaznévide Mahmoud de Ghazni. En réponse, Mahmoud envahit la région pour réprimer la rébellion. En conséquence, elle devient une province de l'empire Ghaznévide jusqu'en 1035,.
En 1077, les Seldjoukides établissent un gouverneur de la région, Anushtegin, mamelouk turc qui fonde une nouvelle dynastie de Khwarazmshah. Cependant, le titre héréditaire n'est restauré qu'en 1097 par Qutb al-Din Muhammad.

### Indépendance
Ala ad-Din Atsiz se concentre sur la sécurisation du Khwarazm contre les attaques des nomades et initie les premières rébellions à l'égard de son suzerain Ahmad Sanjar en 1138. Bien qu'il échoue et est remplacé par le neveu d'Ahmad Sanjar, il récupère son titre en 1141 et renouvelle son assujetissement aux Seldjoukides. Il profite de leur défaite lors de la bataille de Qatwan (en), près de Samarcande pour envahir le Grand Khorasan, occupant Merv et Nishapur. Cependant, en 1142, il est repoussé du Khorazan par Ahmad Sanjar qui envahit le Khwarazm afin de réafirmer une nouvelle fois sa vassalité. En 1147, Ala ad-Din Atsiz engage une nouvelle révolte afin de gagner son indépendance, sans succès. Cependant, en poursuivant une politique de conquête territoriales, il parvient à soumettre plusieurs tribus nomades si bien qu'il semble bien avoir gagné son indépendance vers la fin de son règne.
Il-Arslan lui succède en 1156 et profite de l'effondrement Seldjoukide à la suite du décès d'Ahmad Anjar pour étendre son influence au Grand Khorasan et confirmer l'indépendance de l'Empire Khwarazmien naissant.
En 1172, les Qara Khitai lancent une expédition punitive contre Il-Arslan, qui refuse de payer le tribut. Il meurt cette année-là, provoquant également une guerre de succession entre ses deux fils dans laquelle Ala ad-Din Tekish s'allie aux Kara-Khitans et sort vainqueur.
Ala ad-Din Tekish reprend la politique expansionniste de son père et s'émancipe rapidement de son assujetissement opportuniste vis-à-vis des Qara Khitan. Il repousse leur invasion punitive et entretient des relations étroites avec les Turkmènes Oghuz et les tribus turques Qipchak afin de s'assurer un soutien militaire dans le cadre de ses conquêtes.
Il s'empare de Nichapur et occupe le Khorasan en 1187. Il parvient également à annexer le Tabarestan, soumettant également le Guilan et le Mazandaran. En 1194, à l'instigation du calife An-Nasir, il vainc et tue près de Rey le dernier sultan turc de la dynastie des seldjoukides de Perse Tuğrul III et occupe tout le Jibal jusqu'à Hamadan,.

### Apogée et déclin

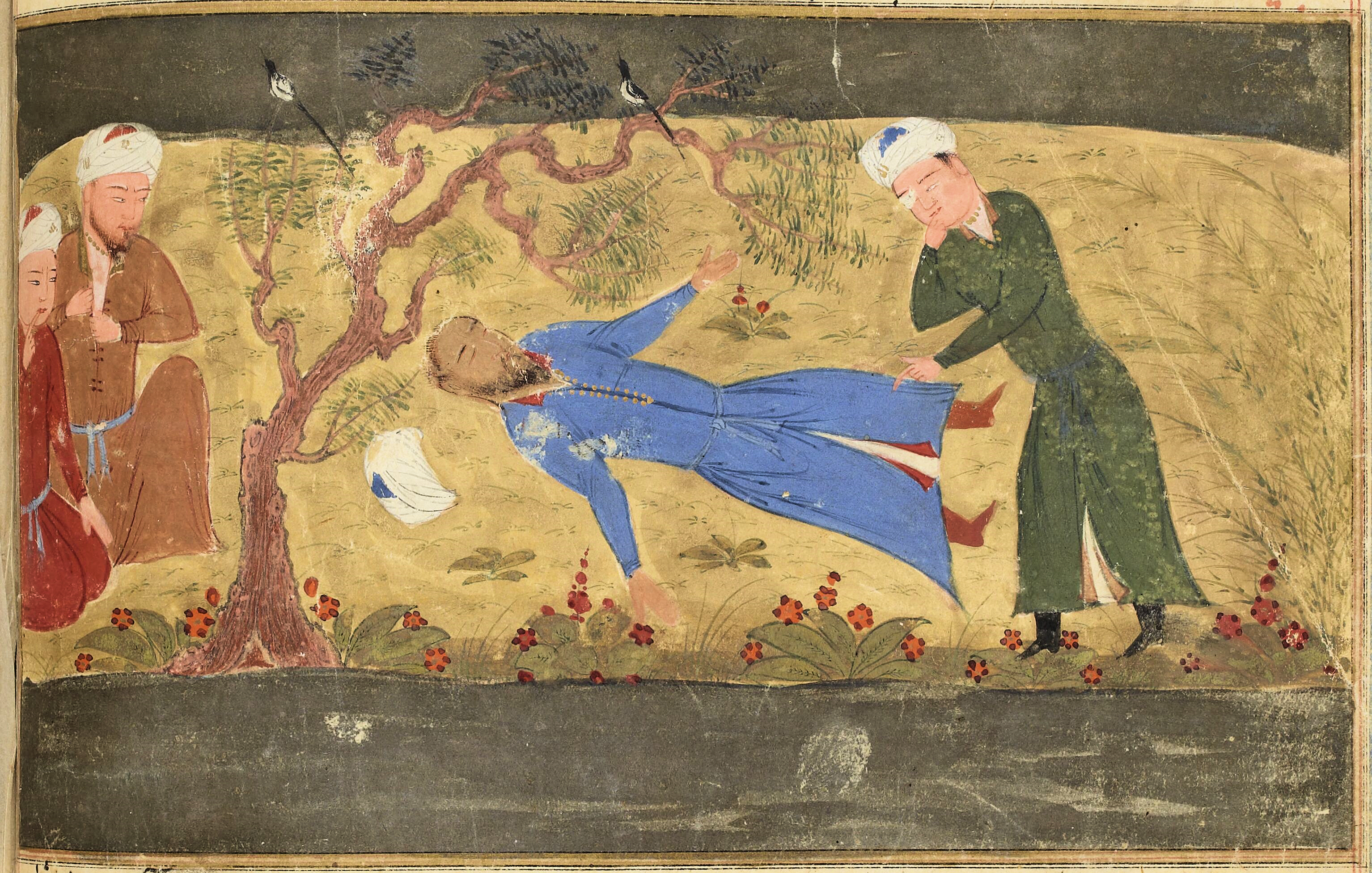
La mort d'Ala ad-Din Muhammad, décrite dans un manuscrit de 1430 du Jami' al-tawarikh par Rashid-al-Din Hamadani

Ala ad-Din Muhammad succède à son père et étend l'Empire Khwarazmien jusqu'à son apogée. Il annexe partiellement le Khanat Kara-Khanide en 1213, puis soumet les Ghurides en 1215. Il parvient également à conquérir la région du Fars, soumettre les atabegs d'Azerbaïdjan et achever l'annexion des dernières régions de l'Irak perse (en). Cette dernière région provoque le calife An-Nasir qui entre en conflit afin d'obtenir le contrôle sur Bagdad. La campagne militaire n'aboutit pas et, en 1217, Ala ad-Din Muhammad fait rebrousser chemin à son armée.

Soucieux d'étendre ses possessions vers l'ouest, il conclut en 1218 un accord avec Gengis Khan : Ala al-Din Muhammad serait maître de l'Occident, Gengis Khan maître de l'Orient. Or, en cette même année 1218, l'accord à peine conclu, une caravane de marchands musulmans venus de Mongolie (450 hommes et 500 chameaux environ) est arrêtée à Otrar aux frontières du Khwarezm et ses hommes sont massacrés. Gengis Khan envoie trois ambassadeurs pour demander réparation : l'un est mis à mort, les deux autres renvoyés avec le crâne rasé. Gengis Khan ne peut supporter ni ce défi ni cette humiliation et rassemble une immense armée de cavaliers.

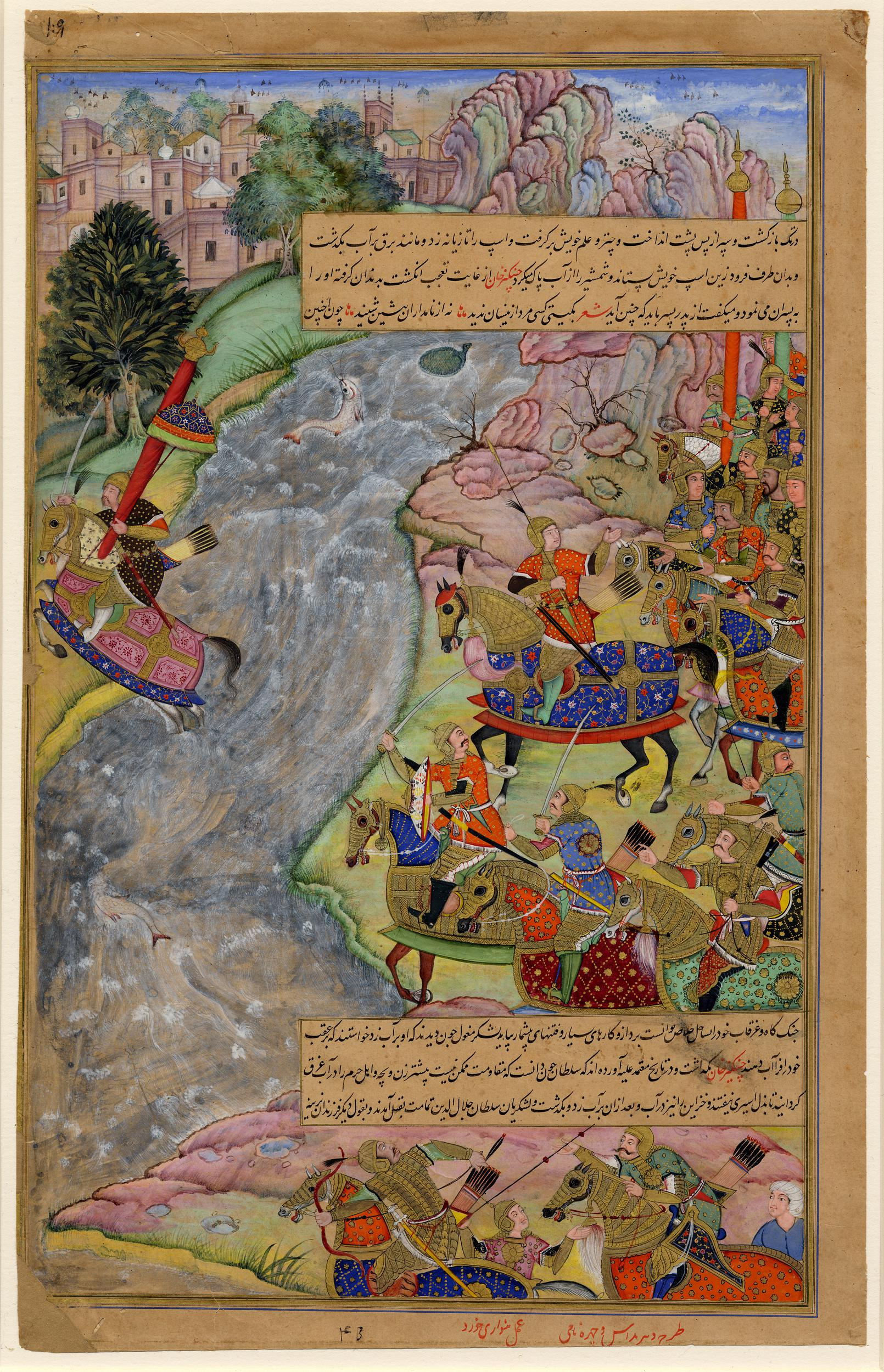
La bataille de l'Indus, représentant le Khwarazm Jalal al-Din traversant le rapide fleuve Indus à cheval, échappant à Gengis Khan et à l'armée mongole

En 1220, les Mongols de Gengis Khan brûlent et rasent Boukhara (16 février 1220), Samarkand (mars) et Hérat. Ögödei, Djaghataï et Djötchi prennent Gourgandj, la capitale du Khwarezm. Ils détruisent les digues de l’Amou-Daria pour submerger la ville et en massacrent la population. Muhammad Chah, à peu près inerte depuis le début de l'offensive, incapable de réunir ses forces divisées entre les féodaux, est pris de panique et s’enfuit à Ray (actuelle Téhéran), puis à Hamadan. Les généraux mongols Djebé et Subutay le poursuivent avec 20 000 hommes, mais perdent sa trace en Iran. Il meurt peu après d’une pneumonie dans une île de la Caspienne non loin de Abaskun en décembre 1220. Son fils Djalal ad-Din Mengü Berti regroupe ses forces à Ghaznî où Gengis Khan le poursuit (1221).
Les victoires des Mongols face aux armées organisées du Khwarezm s’expliquent par le démembrement féodal de ce dernier, ainsi que par la terreur qu’inspirent les envahisseurs auprès des populations. Pour prendre les villes, les Mongols utilisent les prisonniers. Ils contraignent les populations soumises à démolir les murs et à combler les fossés des forteresses. Ils les utilisent pour combler les fossés et les pièges creusés par les défenseurs ; ils les chassent devant les armes des Khwarezmiens, jusqu’à ce que les corps tombés aient empli les fossés. Un autre stratagème consiste à habiller les prisonniers en vêtements mongols et à les contraindre à participer au siège des villes et des forteresses. Enfin, depuis les campagnes contre la Chine, l’armée mongole dispose de béliers et de (trébuchets ou mangonneaux ou) catapultes.

## Population
La population de l'Empire Kwarazmien est composée principalement de peuples iraniens sédentaires et de peuples turciques semi-nomades. La population urbaine de l'empire est concentrée dans un nombre relativement restreint de très grandes villes (selon les normes médiévales), par opposition à un grand nombre de petites villes. La population de l'empire est estimée à 5 millions de personnes à la veille de l'invasion mongole en 1220, ce qui la rend clairsemée pour la grande superficie qu'elle couvre. Les démographes historiques Tertius Chandler et Gerald Fox donnent les estimations suivantes pour les populations des principales villes de l'empire au début du XIIIe siècle, qui totalisent au moins 520 000 et au plus 850 000 habitants,.

## Culture

### Langue
À l’époque des Khwarazmshah, la société d'Asie centrale est fragmentée, unifiée sous une même bannière seulement récemment. L'armée khwarazmienne est principalement composée de Turcs, tandis que l'élément civil et administratif est presque exclusivement persan. La langue parlée par la population turque du Khwarazm est le couman et l'oghouz, ce dernier étant l'héritage des anciens maîtres de la région, les seldjoukides.

### Céramiques
Les céramiques Mina'i finement décorées sont principalement produites à Kashan, dans les décennies précédant l'invasion mongole de la Perse en 1219, à une époque où l'Empire Khwarazmian règne sur la région . En général, on considère que la céramique Mina'i est fabriquée de 1186 à 1224. 

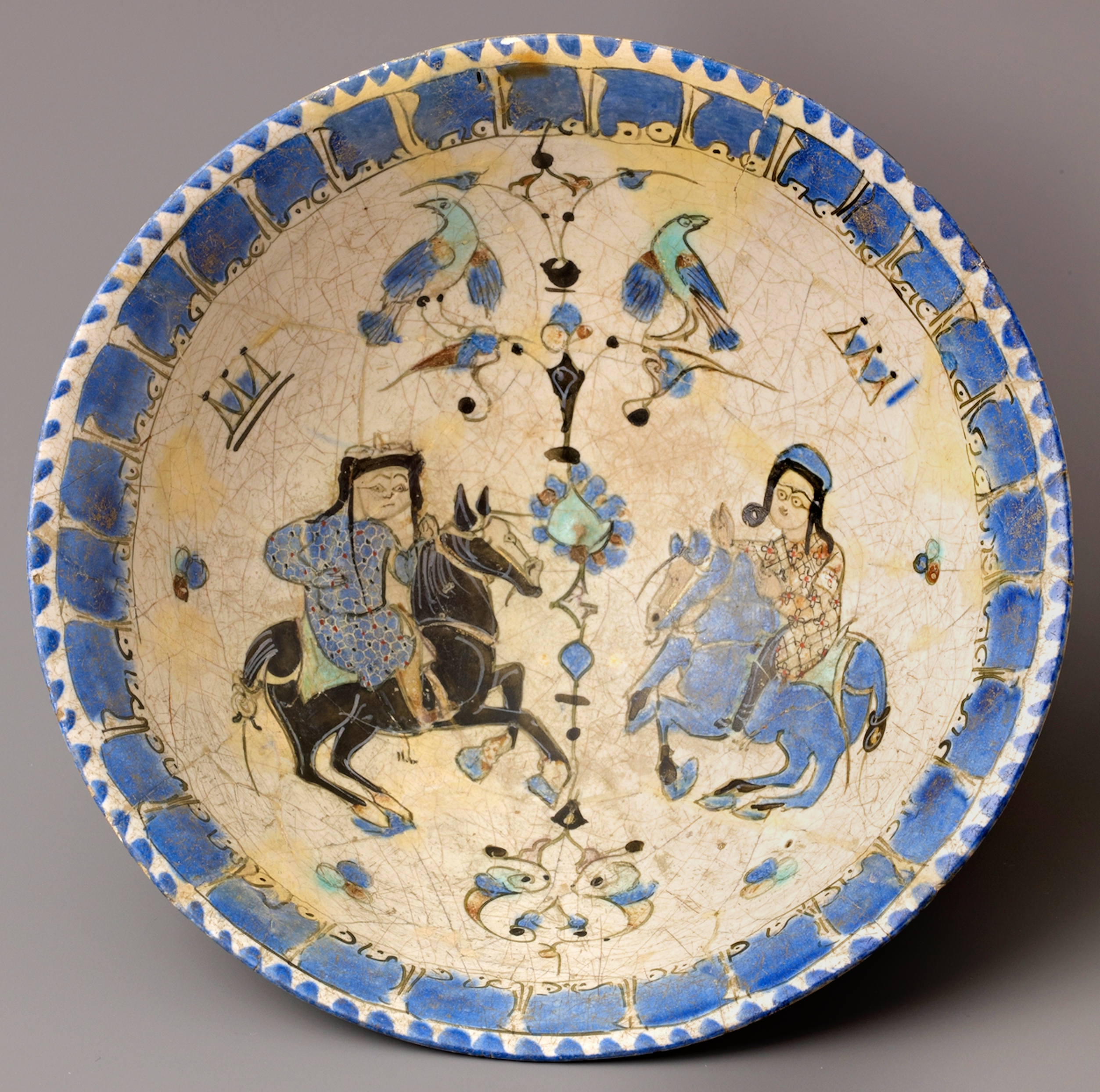
Cavaliers, céramique Mina'i, début du XIIIe siècle, Iran
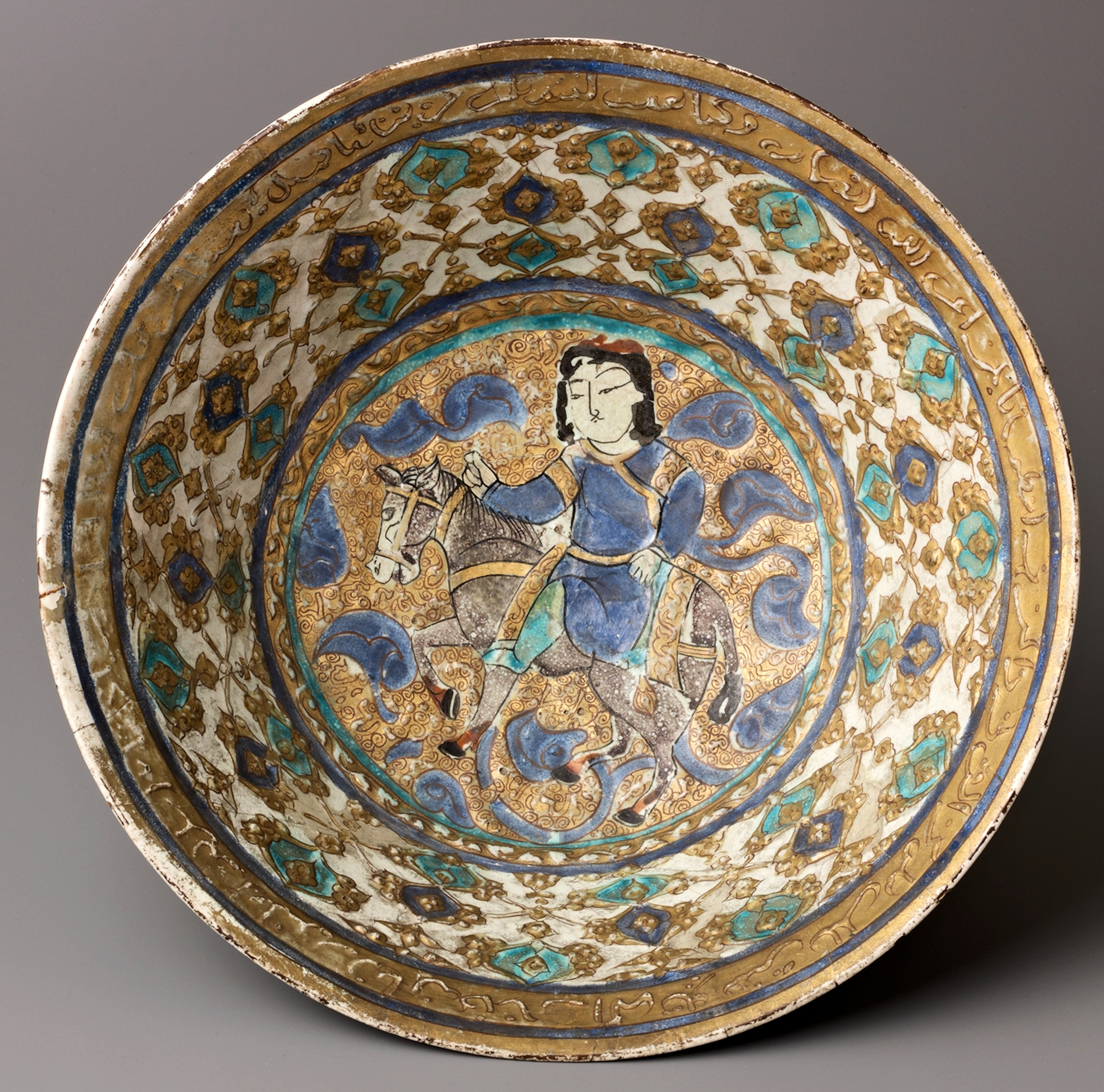
Bol Mina'i avec cavalier, début du XIIIe siècle, Iran
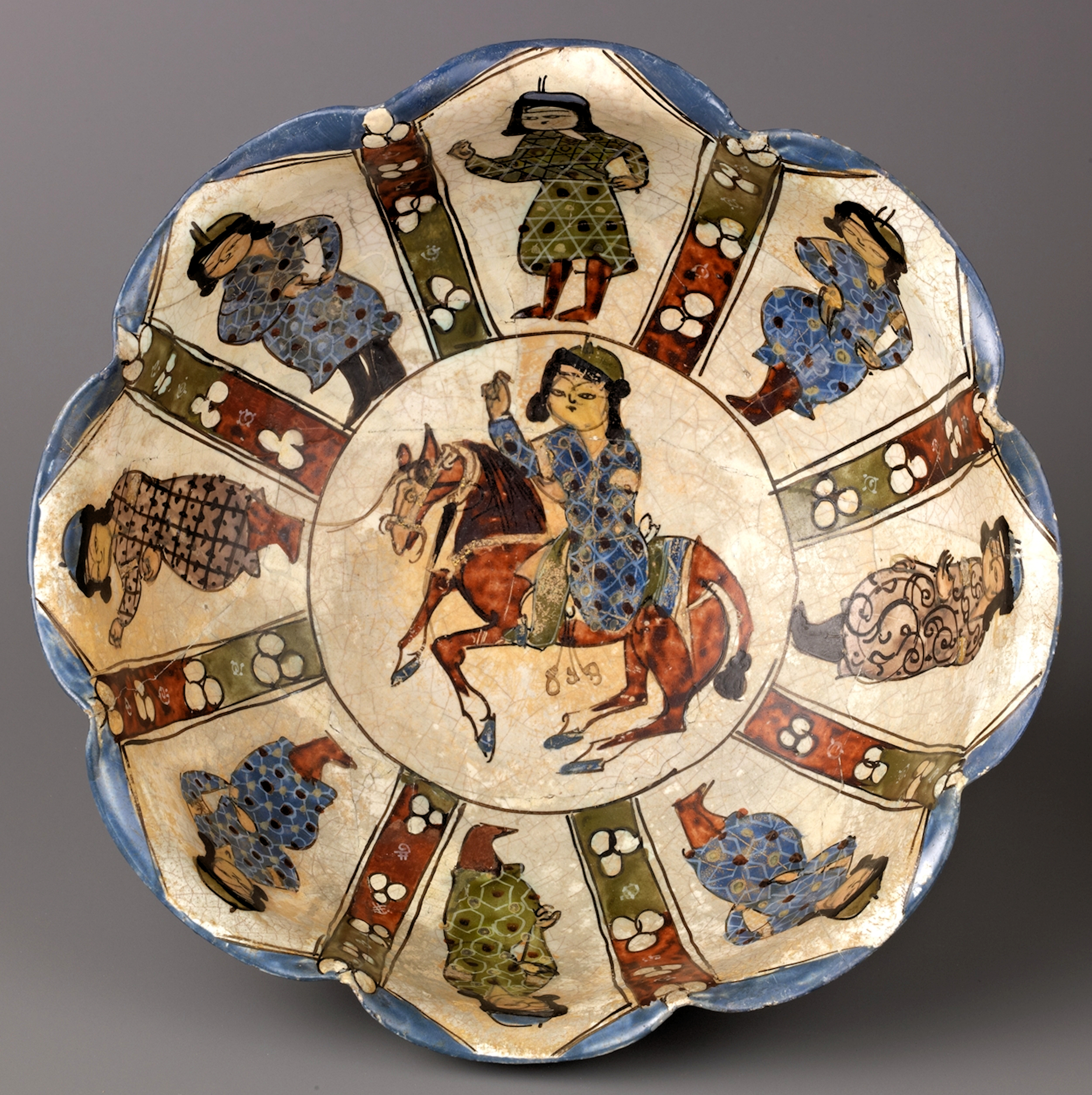
Bol lobé Mina'i, début du XIIIe siècle, Iran
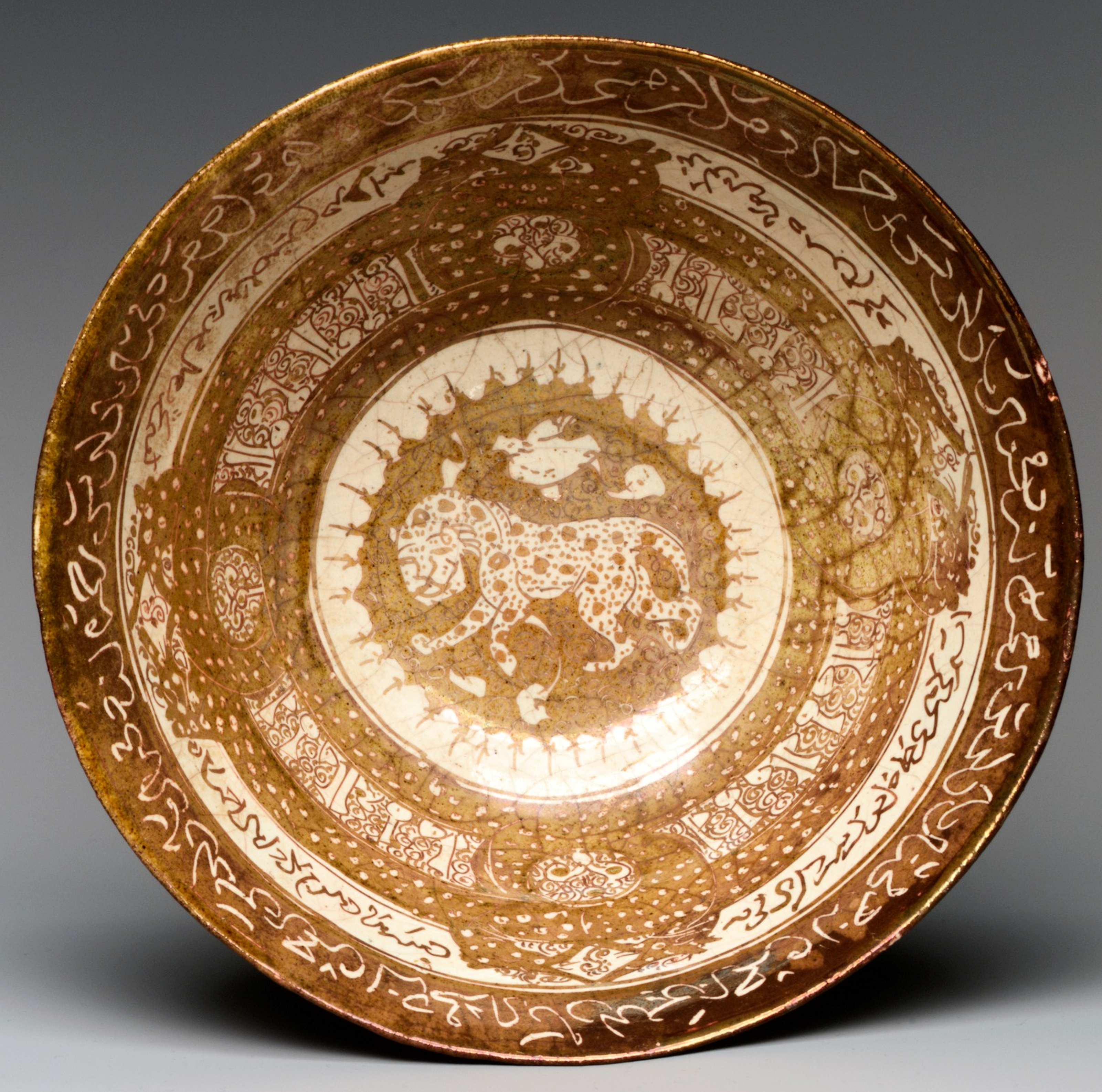
Bol en faïence lustrée à décor de léopard, début du XIIIe siècle, Kashan, Iran

## Militaire

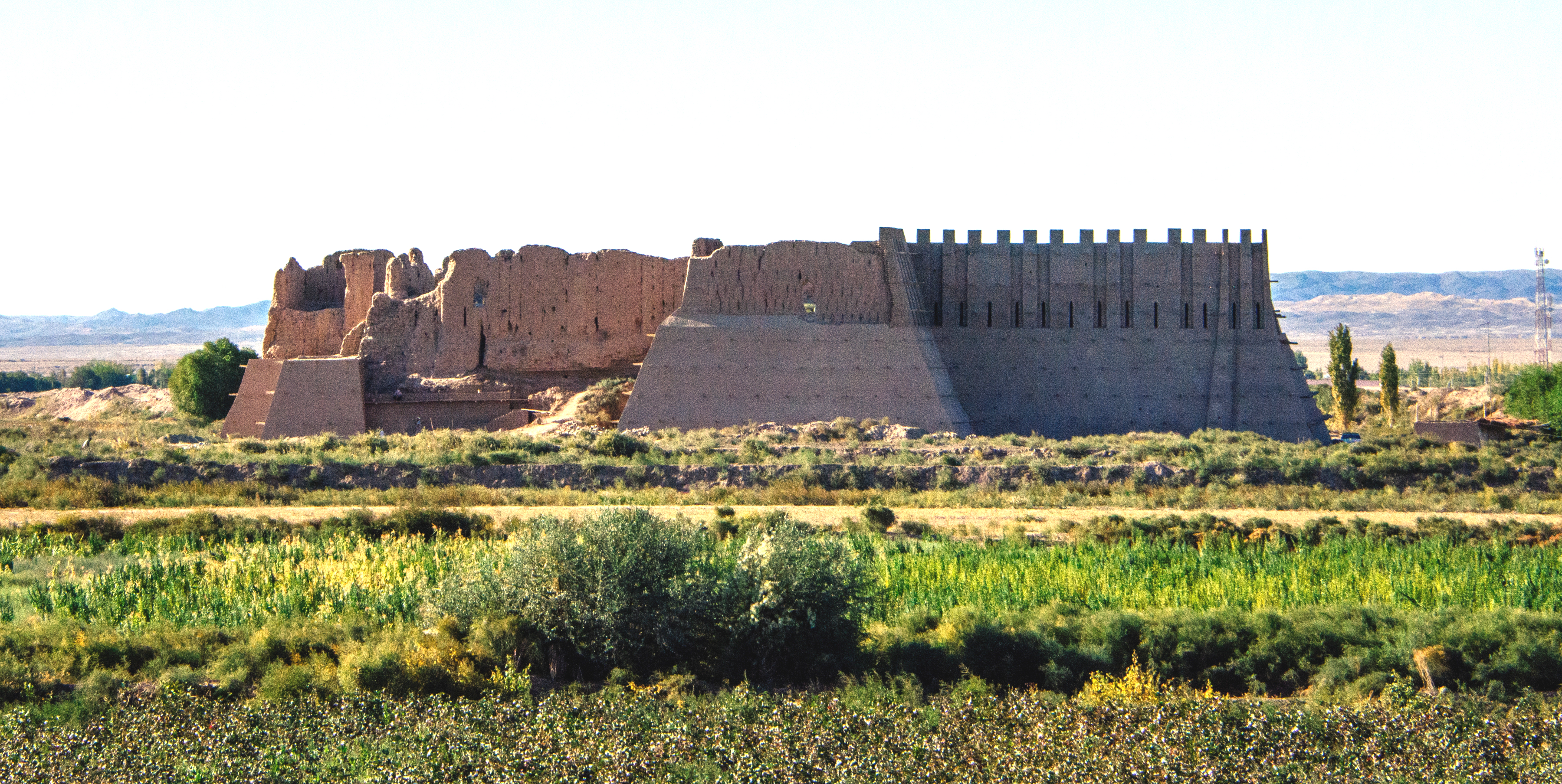
La forteresse khwarazmienne de Kyzyl-Kala, en cours de restauration

Avant l'invasion mongole, l'armée khwarazmienne est composée d'environ 40 000 cavaliers, principalement d'origine turque. Des milices existent dans les principales villes du Khwarazm, mais elles sont de mauvaise qualité. Avec une population totale d'environ 700 000 habitants, les grandes villes comptaient probablement entre 105 000 et 140 000 hommes en bonne santé en âge de combattre au total (15 à 20 % de la population), mais seule une fraction d'entre eux fait partie d'une milice formelle avec une mesure notable de formation et d'équipement.

### Mercenaires
Après l'invasion mongole de l'Empire Khwarazmien, de nombreux Khwarazmiens sont employés comme mercenaires dans le nord de l'Irak. Le sultan ayyoubide as-Salih Ayyub, en Égypte, les embauche contre son oncle as-Salih Ismail, les mercenaires prennent Jérusalem tenue par les Croisés, le 11 juillet 1244. Après cette prise, ils descendent au sud et, le 17 octobre 1244, combattent aux côtés des Ayyoubides à la bataille de La Forbie.